# Wolfgang Barth (Zahnmediziner)
Wolfgang Barth (* 26. Juli 1952 in Marburg) ist ein deutscher Zahnmediziner und als Sanitätsoffizier (Zahnarzt) im Dienstgrad Admiralarzt a. D. In seiner letzten Verwendung war er von Juni 2006 bis März 2015 Inspizient Zahnmedizin der Bundeswehr.

## Leben
Barth trat im Juli 1972 nach dem Abitur als Offizieranwärter in die Marine ein und durchlief bis zu seiner Zulassung als Sanitätsoffizieranwärter die Ausbildung mit der Crew VII/72. Von Oktober 1974 bis Dezember 1979 studierte er an der Eberhard Karls Universität Tübingen Zahnmedizin.
Als Zahnarzt leitete er danach die Zahnstation im Sanitätsbereich der Heimatschutzbrigade 55 in Böblingen. 1982 promovierte er, wechselte 1983 vorerst zum Heer und war dann beim Wehrbereichszahnarzt im Wehrbereichskommando V in Stuttgart als Dezernent eingesetzt. 1985 folgte eine kurze Verwendung beim Inspizienten  Zahnmedizin der Bundeswehr im alten Sanitätsamt der Bundeswehr in Bonn-Beuel, bevor er in das Heeresamt in Köln versetzt wurde, wo er als Dezernent beim Leitenden Zahnarzt des Heeres eingesetzt war.
1987 wurde er Referent InSan II 2 im Bundesministerium der Verteidigung, 1990 Wehrbereichszahnarzt des Divisions- und Wehrbereichskommandos VIII in Neubrandenburg. Mit der Verwendung als Leitender Zahnarzt der Marine im Marineamt 1993 war erneut ein Teilstreitkraftwechsel zurück in die Marine verbunden. 2000 wurde er Leitender Zahnarzt der Zentralen Sanitätsdienststellen der Bundeswehr (ZSanDBw) und Zentralen Militärische Dienststellen (ZMilDBw) und in Folge nach der Umstrukturierung der Bundeswehr und des Sanitätsdienstes und Neuaufstellung des Sanitätsamtes der Bundeswehr in München 2001 zunächst Dezernatsleiter VI.1.
Von 2002 bis 2005 war Barth Leiter des Instituts für Wehrmedizinalstatistik und Berichtswesen in Andernach und danach Leiter der Abteilung Controlling im Sanitätsführungskommando in Koblenz, bevor er im Juni 2006 der ranghöchste Zahnarzt der Bundeswehr wurde.
Im März 2015 erfolgte die Zurruhesetzung; sein Nachfolger ist Flottenarzt Helfried Bieber.
Barth ist verheiratet.